# Aubie-et-Espessas
Aubie-et-Espessas foi uma comuna francesa na região administrativa da Nova Aquitânia, no departamento da Gironda. Estendia-se por uma área de 7,52 km². Em 2010 a comuna tinha 3 576 habitantes (densidade: 475,5 hab./km²).
Em 1 de janeiro de 2016, passou a formar parte da nova comuna de Val de Virvée.